# FC Emmen

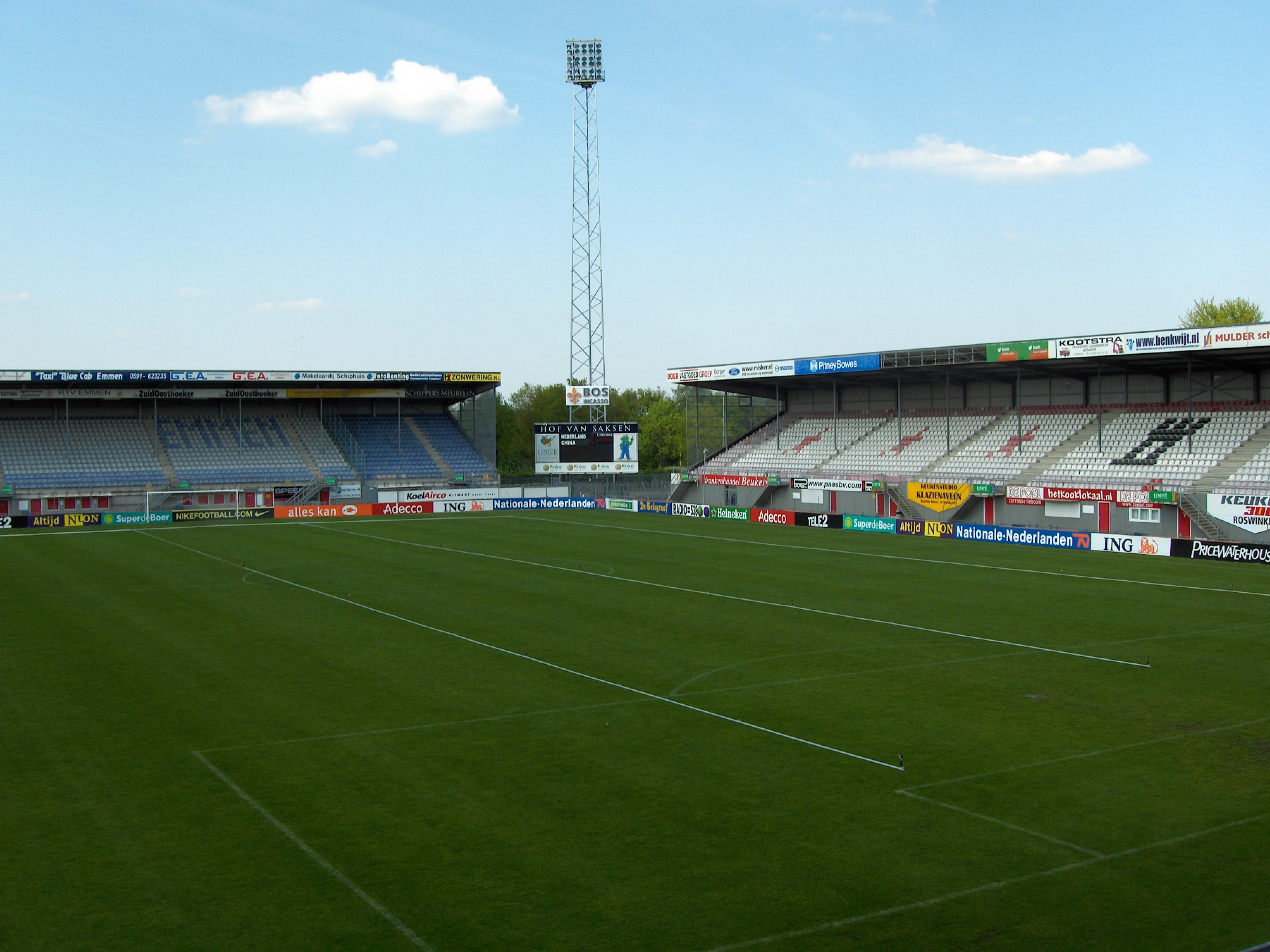
JenS Vesting stadion

FC Emmen je nizozemský fotbalový klub z Emmenu, který byl založen v roce 1925. Jeho hřištěm je JenS Vesting s kapacitou 8 600 diváků. V současnosti klub působí v nizozemské druhé lize Eredivisie, v sezóně 2012/13 se umístil na konečné 12. příčce ligové tabulky.

## Výsledky v domácích soutěžích
Zdroj: